# Tachina nivalis
Tachina nivalis är en tvåvingeart som först beskrevs av Tothill 1924.  Tachina nivalis ingår i släktet Tachina och familjen parasitflugor.
Artens utbredningsområde är Alberta. Inga underarter finns listade i Catalogue of Life.